# Anthony Fane, 16. Earl of Westmorland
Anthony David Francis Henry Fane, 16. Earl of Westmorland (* 1. August 1951) ist ein britischer Peer und Politiker.

## Leben
Anthony Fane war das älteste Kind des David Fane, 15. Earl of Westmorland (1924–1993) aus dessen 1950 geschlossener Ehe mit Jane Barbara Findlay (1928–2009), Tochter des Sir Roland Lewis Findlay, 3. Baronet. Er hatte einen Bruder und eine Schwester.
Er besuchte das Eton College in Berkshire. Mit dem Tod seines Vaters erbte er am 8. September 1993 die englischen Adelstitel als 16. Earl of Westmorland und 16. Baron Burghersh.
1990 war er Mitglied der Orbitex-Expedition zum Nordpol (Orbitex North Pole Expedition). Er war Direktor des Auktionshauses Phillips International Auctioneers. Er ist Fellow der Royal Geographical Society (FRGS).

## Mitgliedschaft im House of Lords
Mit dem Erbe der Adelstitel wurde Fane am 8. September 1993 Mitglied des House of Lords. Am 28. Juni 1994 nahm er im House of Lords erstmals seinen Sitz ein und wurde im House of Lords wurde er als Parteiloser und Fraktionsloser (non-affiliated) geführt. Er war vom 8. September 1993 bis 11. November 1999 formelles Mitglied des House of Lords. Am 28. Juni 1994 nahm er im House of Lords erstmals seinen Sitz ein. Im Hansard liegen sonst keine weiteren Einträge zu ihm vor. Seine Mitgliedschaft im House of Lords endete am 11. November 1999 durch den House of Lords Act 1999. Für einen der verbleibenden Sitze trat er zur Wahl nicht an.

## Familie und Privates
1985 heiratete er Caroline Eldred Hughes, die Tochter von Keon Hughes. Aus der Ehe ging eine Tochter, Lady Daisy Caroline Fane (* 1989), hervor. 2003 lebte er in London.
Da er keine Söhne hat, ist sein jüngerer Bruder Hon. Harry St Clair Fane (* 1953) voraussichtlicher Erbe (Heir presumptive) seiner Adelstitel.